# Петра Прімер
Петра Прімер (нім. Petra Priemer, 6 лютого 1961) — німецька плавчиня.
Срібна медалістка Олімпійських Ігор 1976 року. Срібна медалістка Чемпіонату світу з водних видів спорту 1978 року.